# Helen Stephens
Helen Stephens, född 3 februari 1918 i Fulton i Missouri, död 17 januari 1994, var en amerikansk friidrottare som tävlade under 1930-talet i kortdistanslöpning.
Stephens främsta meriter kom på 100 meter, men hon var även amerikansk mästare i både kulstötning och diskuskastning. Stephens deltog vid 
Olympiska sommarspelen 1936 i Berlin där hon blev dubbel guldmedaljör. I finalen på 100 meter slog hon den regerande världsmästaren och världsrekordhållaren Stanisława Walasiewicz. Stephens tid, 11,5 sekunder, var bättre än gällande världsrekord, men i för stark vind för att rekordnoteras. Hon sprang även sista sträckan i det amerikanska stafettlag som vann guld på 4 × 100 meter. 
Efter OS valde hon att sluta med friidrott och i stället spela baseboll och basket.